# Joseph Henriet
Pour les articles homonymes, voir Henriet.
Joseph Henriet (en arpitan Josèf Harriet ou Joze Harrieta), né le 13 mars 1945 à Aoste, est un auteur, ethnologue et linguiste valdôtain.

## Biographie
Né à Excenex, hameau de la colline d'Aoste, Joseph Henriet est issu d'une famille de paysans. Il fréquente l'école primaire du village et ensuite le collège à Chieri, près de Turin. Devenu instituteur, il enseigne dans plusieurs villages de la Vallée d'Aoste avec deux périodes en Suisse, dans les cantons du Jura et de Neuchâtel. C'est là qu'il étudie la lutte du Mouvement autonomiste jurassien visant à se séparer du canton de Berne et à former un nouveau canton-république, et parvient à la conclusion que la Vallée d'Aoste pour devenir vraiment autonome doit se séparer de l'État italien. Il élabore alors les théories « harpitanistes », ayant comme but l’indépendance de la Vallée d'Aoste, la séparation de l'Italie et la constitution de la Fédération arpitane. Dans le domaine culturel, à travers sa Grammaire de la langue arpitane, il affirme la nécessité de parvenir à la construction d'une koinè, qu'il propose d'appeler « langue arpitane », comme seul moyen pour maintenir en vie les parlers francoprovençaux mourants, et pour créer un instrument de compréhension entre les Arpitans. Il propose un système orthographique qui ne sera jamais considéré.

## Activité politique
Il crée dans la lancée un groupe politique, le Movament Harpitanya (Mouvement Arpitanie), de tendance maoïste[réf. nécessaire], qui prône la « libération nationale et sociale de l'Harpitanie ». Il s'agit plus particulièrement de la Haute-Arpitanie (Savoie, Valais et Vallée d'Aoste).
Le Mouvement échoue mais contribue à faire changer la tactique des mouvements valdôtains « autonomistes », surtout l'Union valdôtaine, qui ouvre largement ses portes aux nombreux immigrés italiens qui vont voter pour ce parti politique presque uniquement à des fins utilitaires et non idéologiques.
Dans les années 1990, après une longue décennie loin de la scène politique, il adhère à la Ligue du Nord, qui vise la séparation du nord de l'Italie du reste du pays. Il devient le président, puis le secrétaire de la Ligue du Nord Vallée d'Aoste. Avec le soutien du fondateur Umberto Bossi, il relance le programme arpitaniste dans le journal local Nouvo Jor. Encore une fois les Valdôtains ne le suivent pas. Il se retire alors à nouveau de la politique, fixant sa demeure sur la colline d'Aoste.

## Publications
- 1971 : Harpitania, sous le pseudonyme d'Edur Kar
- 1973 : Ehtudio su la question harpitana (Éditions Arba, Aoste)
- 2002 : Nos ancêtres les Sarrasins des Alpes, Éditions Cabédita, collection Archives vivantes,  (ISBN 2-88295-360-7)
- 1976/2002 : Nous, les Sarrasins des Alpes, éd. Cervin, Châtillon.
- 1976 : La lingua arpitana (francoprovenzale), Con particulare riferimento alla lingua della Val d'Aosta.